# Philip Rivers
Philip Rivers (Decatur, Alabama; 8 de diciembre de 1981) es un exjugador profesional de fútbol americano que jugaba en la posición de quarterback. 
Rivers jugó a nivel universitario en North Carolina State. En el Draft de la NFL de 2004 fue elegido en la cuarta posición global por los New York Giants, pero fue inmediatamente trasladado a los San Diego Chargers a cambio de Eli Manning. Estuvo dieciséis temporadas en los Chargers y en 2020 fichó por los Indianapolis Colts, en los que jugó su última temporada como profesional.

## Carrera

### Primeros años
De joven Rivers trabajó como aguador en el Instituto de Athens en Alabama, donde su padre Steve era el entrenador en jefe del equipo de fútbol americano. Como parte de un proyecto del quinto grado, él tuvo que hacer un cartel sobre sus sueños y aspiraciones. Sobre el cartel, él pegó su cara sobre el cuerpo de un jugador de los Vikingos de Minnesota que había aparecido sobre una portada de Sports Illustrated.
El usa el número 17 en honor a su padre, Steve, quien utilizaba el mismo número en la preparatoria. Rivers ha utilizado dicho número desde noveno grado. El número de Rivers fue retirado de su universidad después de su último juego con ellos.

### Universidad
Después de la preparatoria, Rivers fue a la Universidad Estatal de Carolina del Norte en Raleigh, Carolina del Norte, donde jugó para el entrenador Chuck Amato. Durante su carrera en la universidad, Rivers rompió casi todos las marcas de pase de su universidad y de la conferencia. Su carrera culminó con su récord número 51 de inicios en el equipo de la universidad, estableciendo un nuevo punto de referencia para la consistencia en el fútbol de colegio. Rivers era un estratega confiable para la universidad, comenzando siempre los juegos durante los cuatro años de su carrera. Su equipo fue a cuatro juegos de tazón consecutivos bajo el mando de Rivers, ganando tres de ellos, incluyendo la victoria del Día de Año nuevo sobre el equipo Fighting Irish de Notre Dame en el 2002.

#### Estadísticas
| Año   | Equipo   | Pase  | Pase  | Pase | Pase   | Pase | Pase | Pase | Pase  | Carrera | Carrera | Carrera | Carrera |
| Año   | Equipo   | Cmp   | Att   | Pct  | Yards  | Avg  | TD   | Int  | Rtg   | Att     | Yards   | Avg     | TD      |
| ----- | -------- | ----- | ----- | ---- | ------ | ---- | ---- | ---- | ----- | ------- | ------- | ------- | ------- |
| 2000  | NC State | 237   | 441   | 53.7 | 3,054  | 6.9  | 25   | 10   | 126.1 | 73      | −87     | −1.2    | 2       |
| 2001  | NC State | 240   | 368   | 65.2 | 2,586  | 7.0  | 16   | 7    | 134.8 | 44      | −26     | −0.6    | 2       |
| 2002  | NC State | 262   | 418   | 62.7 | 3,353  | 8.0  | 20   | 10   | 141.1 | 57      | 100     | 1.8     | 10      |
| 2003  | NC State | 348   | 483   | 72.0 | 4,491  | 9.3  | 34   | 7    | 170.5 | 78      | 109     | 1.4     | 3       |
| Total | Total    | 1,087 | 1,710 | 63.6 | 13,484 | 7.9  | 95   | 34   | 144.2 | 252     | 96      | 0.4     | 17      |

### NFL

#### San Diego/Los Angeles Chargers
En el Draft de la NFL de 2004, Philip Rivers fue seleccionado en la cuarta posición global por los New York Giants. Pocos minutos después fue traspasado a los San Diego Chargers a cambio del recién elegido número uno, Eli Manning, y un lote de futuras rondas de Draft. Rivers fue uno de los cuatro quarterbacks escogidos en la primera ronda de ese Draft, junto con el propio Manning, Ben Roethlisberger y J.P. Losman.
Rivers firmó su contrato con los Chargers en agosto de 2004. El acuerdo fue por seis años y 40,5 millones de dólares, incluyendo un bonus de 14,5 millones. La negociación del contrato fue tan larga que no concluyó hasta la última semana de los entrenamientos de pretemporada. Como resultado, el QB titular de los californianos siguió siendo Drew Brees.

#### Indianapolis Colts
El 21 de marzo de 2020 se hizo oficial su fichaje por los Indianapolis Colts, con los que firmó un contrato de un año y 25 millones de dólares.
El día 20 de enero de 2021 anunció su retiro como profesional después de 17 temporadas en la liga.

## Estadísticas

### Temporada regular
| 2004  | SD    | 2   | 0   |  | 5     | 8     | 62.5 | 33     | 4.1  | 1   | 0   | 110.9 | 0   |
| 2005  | SD    | 2   | 0   |  | 12    | 22    | 54.5 | 115    | 5.2  | 0   | 1   | 50.4  | 3   |
| 2006  | SD    | 16  | 16  |  | 284   | 460   | 61.7 | 3,388  | 7.4  | 22  | 9   | 92.0  | 27  |
| 2007  | SD    | 16  | 16  |  | 277   | 460   | 60.2 | 3,152  | 6.9  | 21  | 15  | 82.4  | 22  |
| 2008  | SD    | 16  | 16  |  | 312   | 478   | 65.3 | 4,009  | 8.4° | 34  | 11  | 105.5 | 25  |
| 2009  | SD    | 16  | 16  |  | 317   | 486   | 65.2 | 4,254  | 8.8  | 28  | 9   | 104.4 | 25  |
| 2010  | SD    | 16  | 16  |  | 357   | 541   | 66.0 | 4,710  | 8.7  | 30  | 13  | 101.8 | 38  |
| 2011  | SD    | 16  | 16  |  | 366   | 582   | 62.9 | 4,624  | 7.9  | 27  | 20  | 88.7  | 30  |
| 2012  | SD    | 16  | 16  |  | 338   | 527   | 64.1 | 3,606  | 6.8  | 26  | 15  | 88.6  | 49  |
| 2013  | SD    | 16  | 16  |  | 378   | 544   | 69.5 | 4,478  | 8.2  | 32  | 11  | 105.5 | 30  |
| 2014  | SD    | 16  | 16  |  | 379   | 570   | 66.5 | 4,286  | 7.5  | 31  | 18  | 93.8  | 36  |
| 2015  | SD    | 16  | 16  |  | 437   | 661   | 66.1 | 4,792  | 7.3  | 29  | 13  | 93.8  | 40  |
| 2016  | SD    | 16  | 16  |  | 349   | 578   | 60.4 | 4,386  | 7.6  | 33  | 21  | 87.9  | 36  |
| 2017  | LAC   | 16  | 16  |  | 360   | 575   | 62.6 | 4,515  | 7.9  | 28  | 10  | 96.0  | 18  |
| 2018  | LAC   | 16  | 16  |  | 347   | 508   | 68.3 | 4,308  | 8.5  | 32  | 12  | 105.5 | 32  |
| 2019  | LAC   | 16  | 16  |  | 390   | 591   | 66.0 | 4,615  | 7.8  | 23  | 20  | 88.5  | 34  |
| Total | Total | 228 | 224 |  | 4,908 | 7,591 | 64.7 | 59,271 | 7.8  | 397 | 198 | 95.1  | 445 |

### Playoffs
| Año   | Equipo | P.J. | P.T. | Pase | Pase | Pase | Pase  | Pase | Pase | Pase | Pase  | Sacks | Sacks |
| Año   | Equipo | P.J. | P.T. | Cmp  | Att  | Pct  | Yds   | Y/A  | TD   | Int  | Rtg   | Sck   | Yds   |
| ----- | ------ | ---- | ---- | ---- | ---- | ---- | ----- | ---- | ---- | ---- | ----- | ----- | ----- |
| 2006  | SD     | 1    | 1    | 14   | 32   | 43.8 | 230   | 7.2  | 0    | 1    | 55.5  | 3     | 26    |
| 2007  | SD     | 3    | 3    | 52   | 86   | 60.5 | 767   | 8.9  | 4    | 4    | 85.8  | 2     | 14    |
| 2008  | SD     | 2    | 2    | 41   | 71   | 57.7 | 525   | 7.4  | 3    | 2    | 83.4  | 8     | 60    |
| 2009  | SD     | 1    | 1    | 27   | 40   | 67.5 | 298   | 7.5  | 1    | 2    | 76.9  | 2     | 15    |
| 2013  | SD     | 2    | 2    | 30   | 43   | 69.8 | 345   | 8.0  | 3    | 0    | 116.9 | 5     | 29    |
| 2018  | LAC    | 2    | 2    | 47   | 83   | 56.6 | 491   | 5.9  | 3    | 1    | 80.9  | 3     | 21    |
| Total | Total  | 11   | 11   | 211  | 355  | 59.4 | 2,656 | 7.5  | 14   | 10   | 84.2  | 23    | 165   |

## Vida personal
Rivers, un devoto católico, se casó con su novia de la secundaria, Tiffany, en 2001. Ella se convirtió al catolicismo. Tienen diez hijos: Halle, Caroline, Grace, Sarah, Rebecca, Clare, Anna, Gunner, Peter y Andrew.
Rivers es un conservador social; durante las primarias presidenciales del Partido Republicano de 2012, respaldó al exsenador de Pensilvania Rick Santorum.